# Spinor
In de natuurkunde, de differentiaalmeetkunde en de groepentheorie, deelgebieden van de wiskunde, met name in de theorie van de orthogonale groepen (zoals de rotatiegroepen of de Lorentz-groepen), zijn spinors elementen van een complexe vectorruimte, die zijn ingevoerd om de notie van een ruimtelijke vector uit te breiden. Spinors zijn nodig omdat de volledige structuur van de groep van rotaties in een gegeven aantal dimensies een aantal extra dimensies vereist om de spinors te laten zien. Concreet zijn spinors meetkundige objecten die zijn opgebouwd uit een vectorruimte die is uitgerust met een kwadratische vorm, zoals een Euclidische- of Minkowski-ruimte, door middel van een algebraïsche procedure, via Clifford-algebra, of een kwantisatieprocedure. Een gegeven kwadratische vorm kan verschillende soorten spinors ondersteunen.
Spinoren in het algemeen werden in 1913 ontdekt door de Franse wiskundige Élie Cartan. Vijftien jaar later werden spinoren in de kwantummechanica gebruikt om de eigenschappen van het intrinsieke impulsmoment van de elektron en andere fermionen te bestuderen. Heden ten dage genieten spinoren een breed scala van toepassingen van de natuurkunde. Klassiek worden spinoren in drie dimensies gebruikt om de spin van niet-relativistische elektronen en andere spin-½ deeltjes te beschrijven. Via de Dirac-vergelijking zijn Dirac-spinoren vereist voor de wiskundige beschrijving van de kwantumtoestand van het relativistische elektron. In de kwantumveldentheorie beschrijven spinoren de toestand van relativistische veel-deeltjes systemen. In de wiskunde, in het bijzonder in de differentiaalmeetkunde en de globale analyse, hebben spinoren toepassingen gevonden in de algebraïsche en differentiaaltopologie, symplectische meetkunde, ijktheorie, complexe algebraïsche meetkunde, indextheorie en speciale holonomiegroepen. 
De technische definities kunnen spinoren laten lijken als een vanuit de meetkunde opgelegde constructie, maar er zijn verschillende redenen, nu goed begrepen, waarom dit niet echt het geval is. Vanuit een algebraïsch oogpunt, zijn spinoren nodig, omdat zij weergaven zijn van infinitesimale orthogonale transformaties (de Lie-algebra), die startend vanuit de natuurlijke rotatie weergave niet kunnen worden geconstrueerd. Het bestaan van dergelijke "ontbrekende" weergaven is topologisch in natuur en weerspiegelt het feit dat rotatiegroepen  in het algemeen niet enkelvoudig samenhangend zijn.

## Voetnoten
1. ↑  Cartan,1913.